# Zavtra, tret'ego aprelja...
Zavtra, tret'ego aprelja... (Завтра, третьего апреля…) è un film del 1969 diretto da Igor' Fёdorovič Maslennikov.